# Björnstorps torg
Björnstorps torg is een plaats in de gemeente Lund, in de Zweedse provincie Skåne län en het landschap Skåne. De plaats heeft 89 inwoners (2000) en een oppervlakte van 12 hectare.